# Garde côtière turque

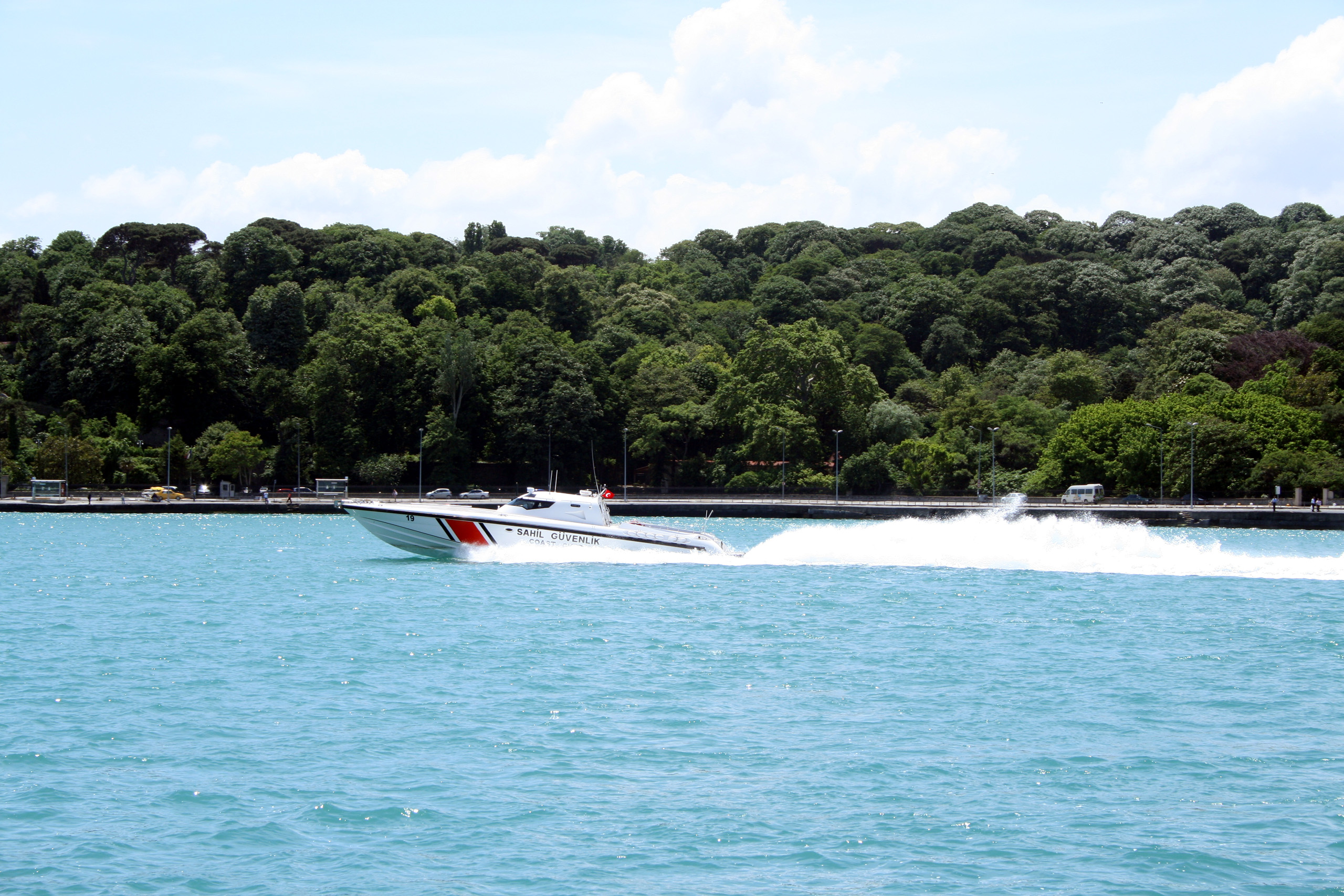
Patrouilleur de la garde côtière turque dans le Bosphore

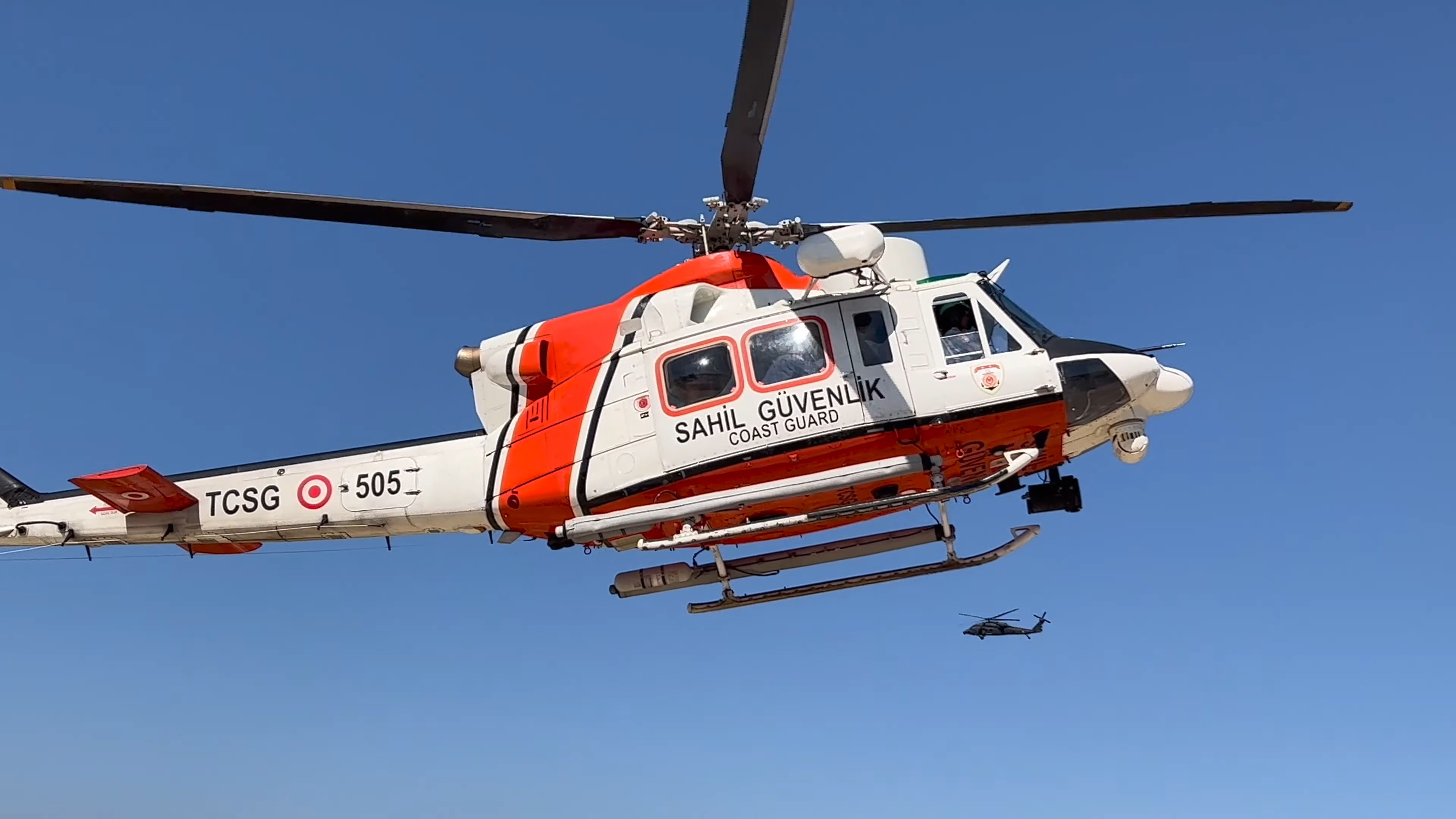
Bell AB-412 de la garde-côtière turque en 2022

La garde côtière turque (turc : Sahil Güvenlik) est une organisation militaire qui dépend en temps de paix du ministère de l'Intérieur turc. En temps de guerre, elle est placée sous la responsabilité de la marine turque. Elle est chargée du maintien de l'ordre et du respect des lois sur l'ensemble des eaux et côtes territoriales. Elle a diverses missions majeures, similaires aux autres gardes côtières, comme la lutte contre la contrebande, ou contre l'immigration clandestine. Dévolue au rôle de surveillance, de protection, et de sauvetage des personnes en détresse dans les eaux territoriales turques, elle représente l'action de l'État en mer (application de la loi en mer et des règlements maritimes, police de la navigation et des pêches, lutte contre les trafics illicites, protection de l'environnement maritime, sauvetage et assistance en mer...) et dispose, entre autres, d'unités armées. Elle est aussi chargée de la protection de la frontière maritime de la Turquie.

## Organisation
La garde côtière est organisée en 4 zones de commandement:
- Mer de Marmara
- Mer Noire
- Mer Égée
- Mer Méditerranée

## Équipement

### Navire
| Nom                              | Type         | Quantité | Origine | Notes                                |
| -------------------------------- | ------------ | -------- | ------- | ------------------------------------ |
| Classe 20 KAAN                   | Vedette      | 18       | Turquie | (30 tonnes)                          |
| Classe 15 KAAN                   | Vedette      | 18       | Turquie | (21 tonnes)                          |
| Classe 80                        | Vedette      | 14       | Turquie | (195 tonnes)                         |
| Classe CG                        | Vedette      | 14       | Turquie | (180 tonnes)                         |
| Classe 33 KAAN                   | Vedette      | 13       | Turquie | (113 tonnes)                         |
| Classe CGP                       | Vedette      | 12       | Turquie | (29 tonnes)                          |
| Classe 33 SAR                    | Vedette      | 10       | Turquie | (180 tonnes)                         |
| Classe 29 KAAN                   | Vedette      | 9        | Turquie | (97 tonnes)                          |
| Classe 15 KW                     | Vedette      | 8        | Turquie | (70 tonnes)                          |
| Navire de recherche et sauvetage | Patrouilleur | 4        | Turquie | En cours de livraison (1 700 tonnes) |
| Classe 35 SAR                    | Vedette      | 4        | Turquie | (210 tonnes)                         |
| Classe KEGAK                     | Embarcation  | N/A      | Turquie |                                      |
| Classe SAGET                     | Embarcation  | N/A      | Turquie |                                      |

### Aviation
| Nom         | Type | Quantité | Origine          | Notes   |
| ----------- | ---- | -------- | ---------------- | ------- |
| Bell AB-412 | R&S  | 14       | États-Unis       |         |
| CASA CN-235 | R&S  | 3        | Espagne/ Turquie |         |
| TAI T625    | R&S  | 0        | Turquie          | 3 prévu |